# Crozon
 Crozon  (en bretón Kraozon) es una población y comuna francesa, situada en la región de Bretaña, departamento de Finisterre, en el distrito de Châteaulin y cantón de Crozon.

## Demografía
| 6741 | 6895 | 7297 | 7525 | 7705 | 7535 |
| Para los censos de 1962 a 1999 la población legal corresponde a la población sin duplicidades (Fuente: INSEE [Consultar]) |      |      |      |      |      |